# Andechser Straße 11 (Erling)

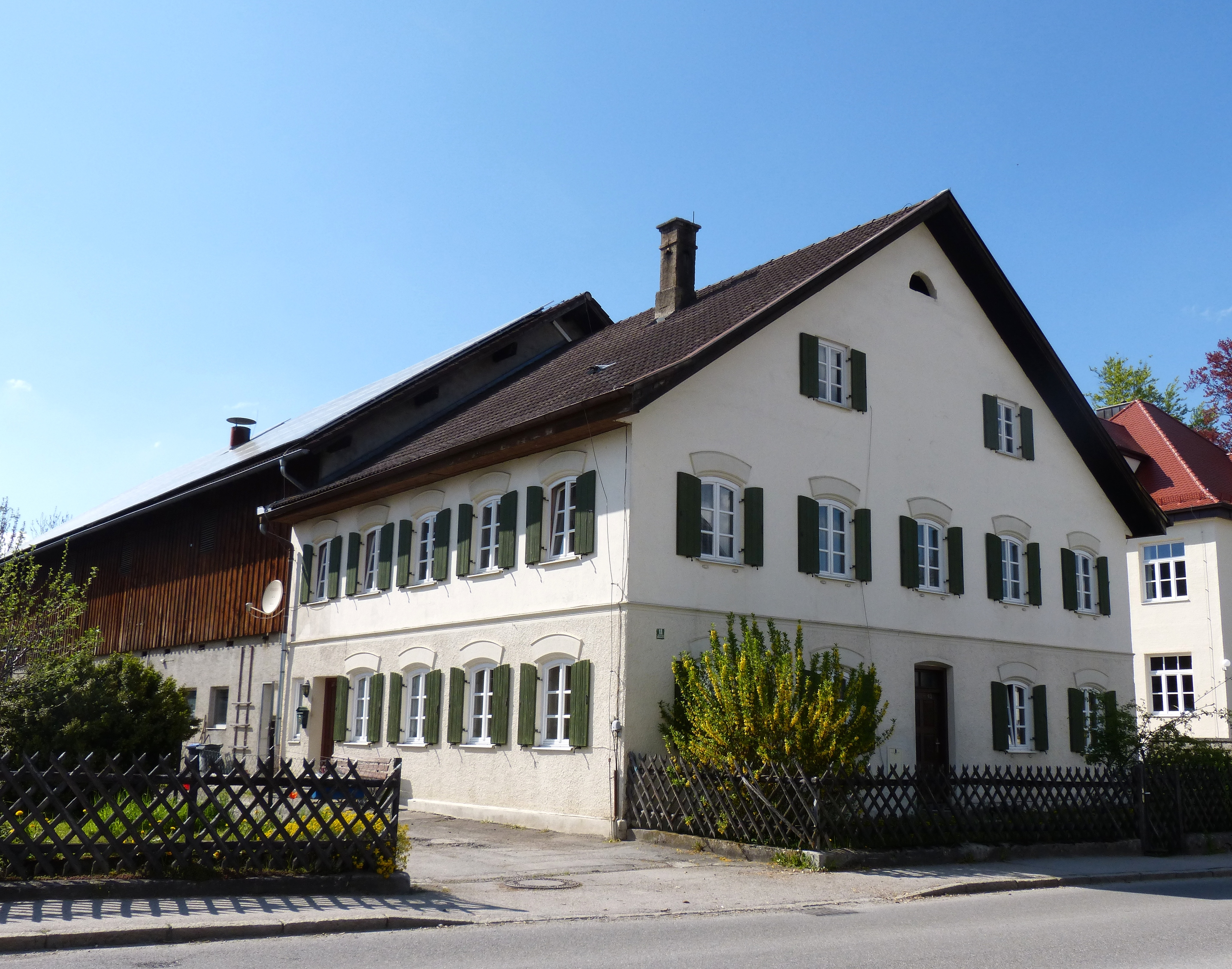
Gebäude Andechser Straße 11 in Erling

Das Gebäude Andechser Straße 11 in Erling, einem Gemeindeteil von Andechs im oberbayerischen Landkreis Starnberg, wurde 1845 errichtet. Das Wohnstallhaus ist ein geschütztes Baudenkmal.
Der zweigeschossige Einfirsthof mit mittelsteilem Satteldach besitzt fünf zu fünf Fensterachsen. Über allen Fenstern befinden sich Segmentbögen. Die geschnitzte Haustür ist mit der Jahreszahl 1845 bezeichnet.